# Марвін Ваніцек
Марвін Ваніцек (нім. Marvin Wanitzek; нар. 7 травня 1993, Брухзаль) — німецький футболіст, півзахисник клубу «Карлсруе».

## Клубна кар'єра
Народився 7 травня 1993 року. Вихованець юнацьких команд футбольних клубів «Убштадт», «Гоффенгайм 1899» та «Асторія» (Валльдорф). Дорослу футбольну кар'єру розпочав 2012 року в основні команді «Асторія» (Валльдорф), в якій провів два сезони, взявши участь у 28 матчах чемпіонату. 
У липні 2013 року Марвін приєднався до клубу «Штутгарт». 28 жовтня 2015 року дебютував за першу команду в Кубку Німеччини 2015—2016 проти клубу «Карл Цейс». 29 листопада 2015 року провів першу гру в Бундеслізі проти команди «Боруссія» (Дортмунд).
У червні 2017 року він підписав трирічну угоду з клубом Третьої Ліги «Карлсруе». У сезоні 2018–19 разом із клубом підвищився до Другої Бундесліги. У січні 2020 року Ваніцек домовився про продовження контракту до літа 2024 року. 29 вересня 2024 року відзначився хет-триком в матчі проти «Кельна», гра завершилась внічию 4–4.

## Особисте життя
Ваніцек народився в Німеччині, має польське походження.